# اسنیتون
اسنیتون (به انگلیسی: Sneaton) یک روستا و محله مدنی در بریتانیا است که در Borough of Scarborough واقع شده‌است. اسنیتون ۱۷۸ نفر جمعیت دارد.